# Tryphon townesi
Tryphon townesi är en stekelart som beskrevs av Walkley 1958. Tryphon townesi ingår i släktet Tryphon och familjen brokparasitsteklar. Inga underarter finns listade i Catalogue of Life.